# Olavi Virta

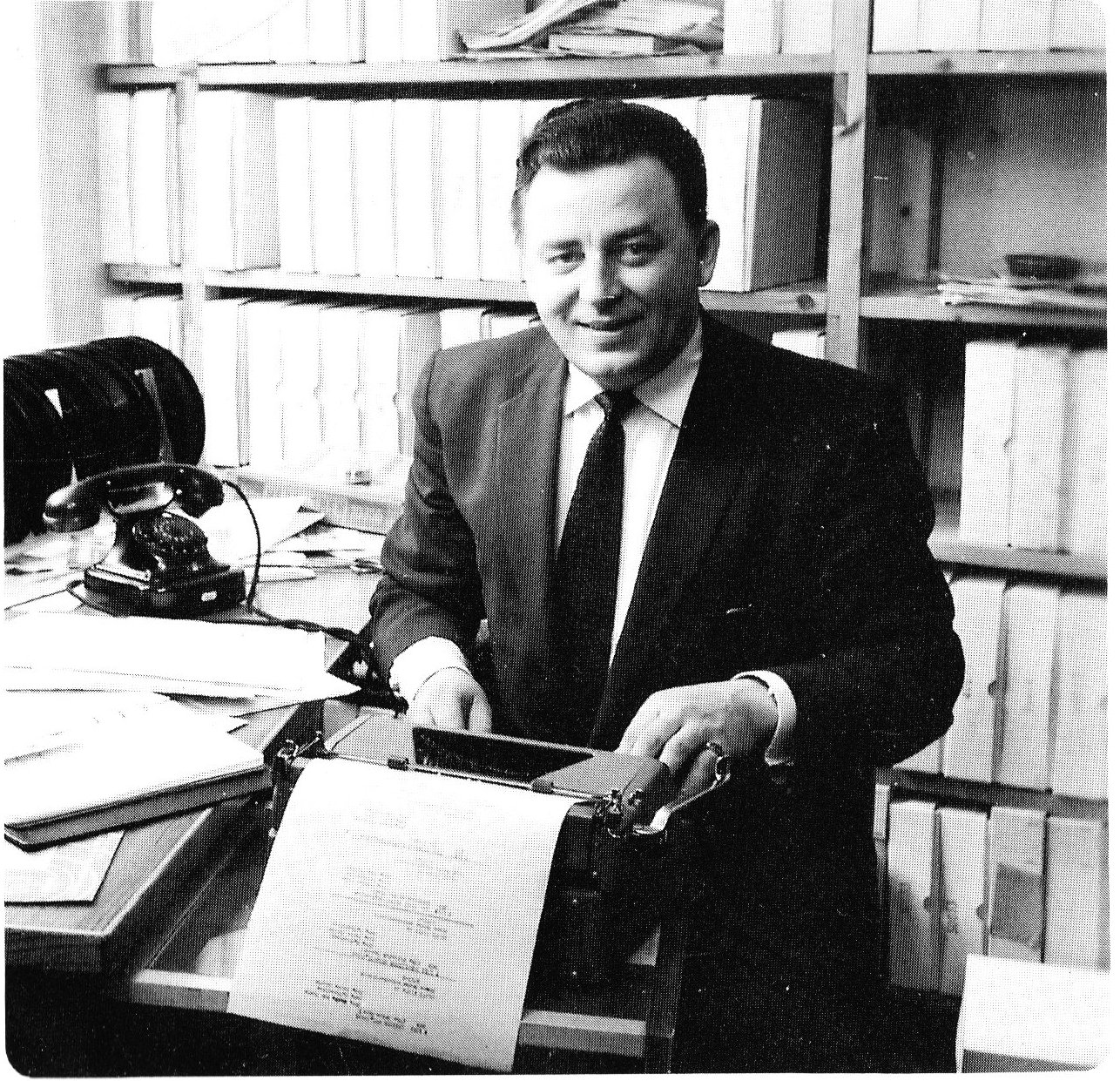
Olavi Virta

Oskari Olavi „Ola“ Virta  (* 27. Februar 1915 in Sysmä; † 14. Juli 1972 in Tampere) war ein finnischer Tango- und Schlagersänger. Er gilt als einer der wichtigsten Vertreter des finnischen Tangos.

## Leben und Wirken
Seine erste Schallplattenaufnahme machte er 1939 und wurde schnell bekannt. Er interpretierte internationale Schlager und war maßgeblich an der Entwicklung einer eigenständigen finnischen Unterhaltungsmusik beteiligt. Das Stück Hopeinen kuu (Silberner Mond/Guarda che luna) wurde im Jahr 2006 in einer Yleisradio-Abstimmung zum besten finnischen Schlager aller Zeiten gewählt.

## Diskografie (Auswahl)

### Alben
- 2005: Legendan ääni elää (FI: Gold)[2]
- 2009: Mestari – Legendan ääni elää (FI: Platin)

### Singles
- 1972: Ennen kuolemaa (FI: Gold)
- 1972: Mustasukkaisuutta
- 1972: La Cumparsita (mit Metro-tytöt, FI: Gold)
- 1972: Tulisuudelma (mit Metro-tytöt, FI: Gold)